# Vidradne, Djankoi
Vidradne (în ucraineană Відрадне) este un sat în comuna Iarke Pole din raionul Djankoi, Republica Autonomă Crimeea, Ucraina.

## Demografie
Componența lingvistică a localității Vidradne
     Rusă (79,79%)
     Ucraineană (20,21%)
Conform recensământului din 2001, majoritatea populației localității Vidradne era vorbitoare de rusă (79,79%), existând în minoritate și vorbitori de ucraineană (20,21%).